# Distrito de Tiabaya
El distrito de Tiabaya es uno de los 29  distritos que conforman la provincia de Arequipa en el departamento de Arequipa, bajo la administración del Gobierno regional de Arequipa, en el sur del Perú.
Desde el punto de vista jerárquico de la Iglesia católica forma parte de la arquidiócesis de Arequipa.

## Historia

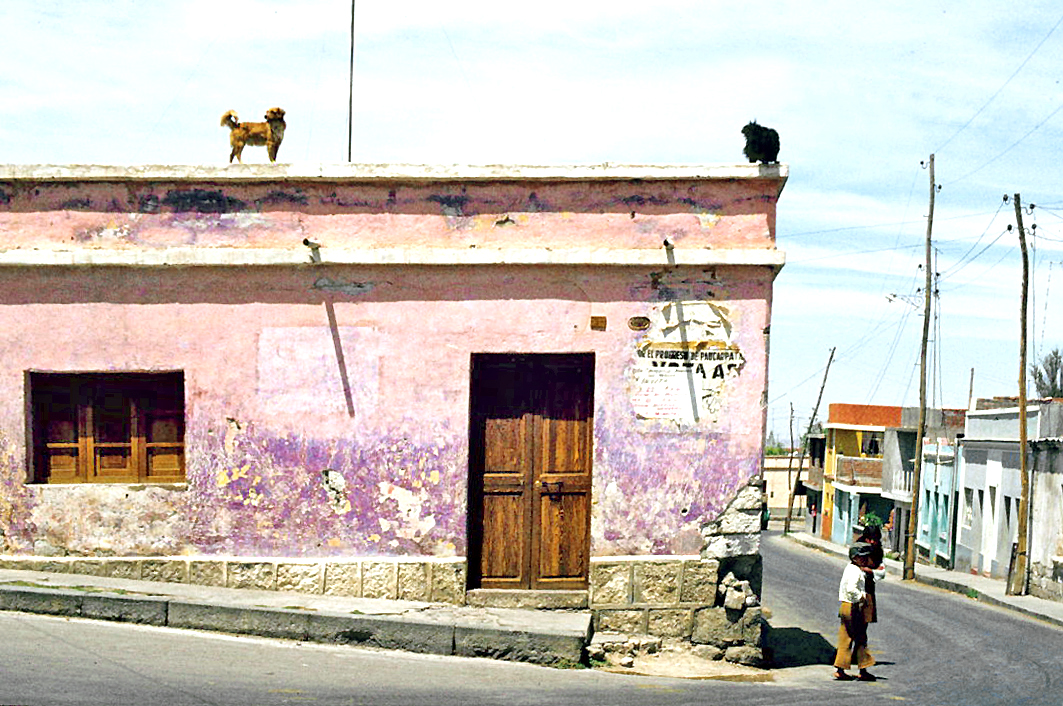
Casa en Tiabaya en 1981

El distrito fue creado en los primeros años de la República. El 8 de noviembre de 1870 se le otorgó el título de ciudad.

## Geografía

Mapa de la provincia de Arequipa en el Departamento de Arequipa, Perú.

En Tiabaya se pueden encontrar varios pueblos nuevos y tradicionales como Los Tunales, Los Perales, Pampas Nuevas, partes bajas de Alata y Patasagua; aunque se cuenta con muchos más anexos, los cuales han sido incorporados al distrito en las últimas décadas y tienen el calificativo de Pueblo Joven, estos son San José, Juan Pablo II y Micaela Bastidas y virgen de las peñas.

## Autoridades

### Subprefectura
- - Subprefecto: Sra. Neuza Sullo Cari

### Municipales
- 2023-2026
  - Alcalde: Dr. Godofredo Delgado Dueñas.

### Religiosas[3]
- Párrocos:
  - Parroquia "San Santiago, apóstol": Pbro. Francisco Javier Ynguil Prado.
  - Parroquia "La Encarnación": Pbro. Jimmy Carpio Villagrás.
  - Vicario parroquial: Pbro. José Caselli.

## = Subprefectura
- - Subprefecto: Sra. Neuza Sullo Cari.

## Festividades
En los meses de marzo o abril (Semana Santa) se celebra la fiesta de Cuasimodo en honor a Jesús Nazareno, Patrono de Tiabaya, empieza el domingo de Pascua con Misas, procesión y bendición de vehículos, continuando la fiesta central el sábado siguiente con troyas (cohetes) de los pueblos de Los Perales en horas de la mañana y de Los Tunales en horas de la tarde, en la noche se celebran las vísperas con castillos y fuegos artificiales, celebrándose al día siguiente la misa de fiesta y procesión de Jesús Nazareno por las calles de la ciudad de Tiabaya , al domingo siguiente se celebra  la octava de Cuasimodo con misas y la tradicional    procesión de Guardada.
Además, todos los años se celebra la fiesta de la Virgen de Fátima, en el pueblo de Pampas Nuevas, ello en el mes de mayo, siguiendo la corriente tradicional se celebra la festividad del Corazón de Jesús en el pueblo de los Tunales en el mes de junio.

## Turismo
Destinos turísticos como la piscina de Alto los Valdivia (Alimentada de agua subterránea), el pozo de Catari (de aguas medicinales) y los enmarcados pueblos tradicionales de este distrito. En el pueblo de San José de Tiabaya se encuentra reloj más grande de Arequipa traído por él padre Carlos José Echavarri Osacar.

## Transporte
Las rutas de transporte masivo de pasajeros que circularán en el distrito de Tiabaya son las siguientes:
| FASE OPERATIVA | FASE OPERATIVA     | FASE OPERATIVA | FASE OPERATIVA                    | FASE OPERATIVA                                     |
| Cuenca         | Concesionario      | Ruta *         | Ruta *                            | Ruta *                                             |
| Cuenca         | Concesionario      | Código         | Desde                             | Hasta                                              |
| -------------- | ------------------ | -------------- | --------------------------------- | -------------------------------------------------- |
| C - 10         | Megabus AQP S.A.C. | T21            | Centro de salud Tiabaya (Tiabaya) | La Merced (Cercado)                                |
| C - 10         | Megabus AQP S.A.C. | T26            | Pampas Nuevas (Tiabaya)           | Terminal Terrestre (J.L.B.Y.R. / Hunter / Cercado) |
| C - 10         | Megabus AQP S.A.C. | T28            | Congata (Uchumayo)                | La Merced (Cercado)                                |

* Las rutas operan en ambos sentidos.
IMPORTANTE:
- La Municipalidad Provincial de Arequipa (MPA), a través del SITransporte podrá crear rutas o extender recorridos de las rutas ya establecidas para la cobertura total del distrito.
- La tarifa del pasaje se pagará solo una vez, tendrá una duración de 59 minutos y se podrá realizar tres viajes como máximo.

## Símbolos del distrito

### Himno del Distrito[4]
CORO
ENTONEMOS UN HIMNO A TIABAYA
ELEVEMOS UNA CANCIÓN
AL HERMOSO PARAÍSO DEL MISTI
LA ESPERANZA DE NUESTRA REGIÓN. (BIS)

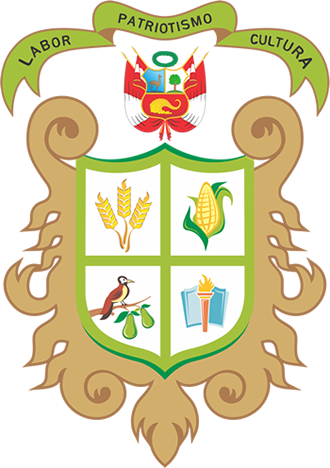

ESTROFAS
TU CAMPIÑA ES LA GRANDEZA
TUS PERALES TRADICIÓN
EN TUS CAMPOS LAS COSECHAS
Y EN JESÚS LA ADORACIÓN.
EL PAISAJE QUE ADMIRAMOS
DE TU HERMOSO CIELO AZUL
EN TUS CAMPOS LA VERDURA
DE HERMOSURA FESTIVAL.
VIVA EL PERÚ, NUESTRA NACIÓN
VIVA TIABAYA,
NUESTRA BELLA Y GRAN CIUDAD